# Cynthia Eller
Cynthia Lorraine Eller (1958) es una filósofa estadounidense, especialista en religiones. Su investigación y publicaciones se centran en las mujeres y la religión y los movimientos religiosos emergentes en América del Norte, en particular, la espiritualidad feminista.

## Biografía
Después de estudiar filosofía y ética social, Cynthia Eller se doctoró en 1988 en la Universidad del Sur de California con la tesis Los objetores de conciencia y la Segunda Guerra Mundial: Argumentos morales y religiosos en apoyo del pacifismo. Ha dado clase en la Universidad de Princeton, en el Bethany Theological Seminary, en la Divinity School de la Universidad de Yale y, en 2013, se convirtió en profesora asociada de filosofía y religión en la Universidad Estatal de Montclair antes de aceptar una cátedra en la Escuela de Religión de la Universidad de Graduados de Claremont en 2016. En 2016, también se convirtió en editora en jefe de la revista académica Journal of the American Academy of Religion (JAAR).
Su libro Living In The Lap Of Goddess, publicado por primera vez en 1993, fue considerado como el primer estudio exhaustivo del movimiento espiritual feminista en los Estados Unidos.

## Publicaciones
- Eller, Cynthia, Conscientious Objectors and the Second World War: Moral and Religious Arguments in Support of Pacifism. Publicación de Praeger, California 1991, ISBN 978-0-275-93805-5
- Eller, Cynthia, Living in the Lap of the Goddess: The Feminist Spirituality Movement in America. Primera edición, Crossroad, Nueva York 1993, ISBN 0-8245-1245-6
- Eller, Cynthia, 2000, Gentlemen and Amazons: The Myth of Matriarchal Prehistory, 1861-1900, University of California Press, 2011, ISBN 9780520248595
- Eller, Cynthia, The Myth of Matriarchal Prehistory: Why An Invented Past Will Not Give Women a Future (El mito de la prehistoria matriarcal: por qué un pasado inventado no le dará a las mujeres un futuro). Beacon Press, Boston 2000, ISBN 978-0-520-26676-6 (JSTOR)
- Eller, Cynthia, Am I a Woman?: A Skeptic's Guide to Gender, Beacon Press, Boston 2018, ISBN 978-0-8070-7509-8